# Pieter Symonsz Potter
Pieter Symonsz Potter (1597-1600, Enkhuizen - 1652, Amsterdam), est un peintre du siècle d'or néerlandais principalement connu pour ses scènes de genre et ses paysages campagnards.

## Biographie
D'après Arnold Houbraken, Pieter Symonsz Potter était secrétaire de la ville d'Enkhuizen ; marié à la fille de Paulus Bertius, il est le père du peintre Pieter I Potter et grand-père de Pieter II, Paulus, and Maria Potter.
Son parcours l'amène à fréquenter différentes villes : Enkhuizen (vers 1620-1628), Leyde (1628-1631), Amsterdam (1631-1652), La Haye (1647-1649).
En 1646, il devient membre de la guilde de Saint-Luc et, en 1647, membre de la Confrérie Pictura.

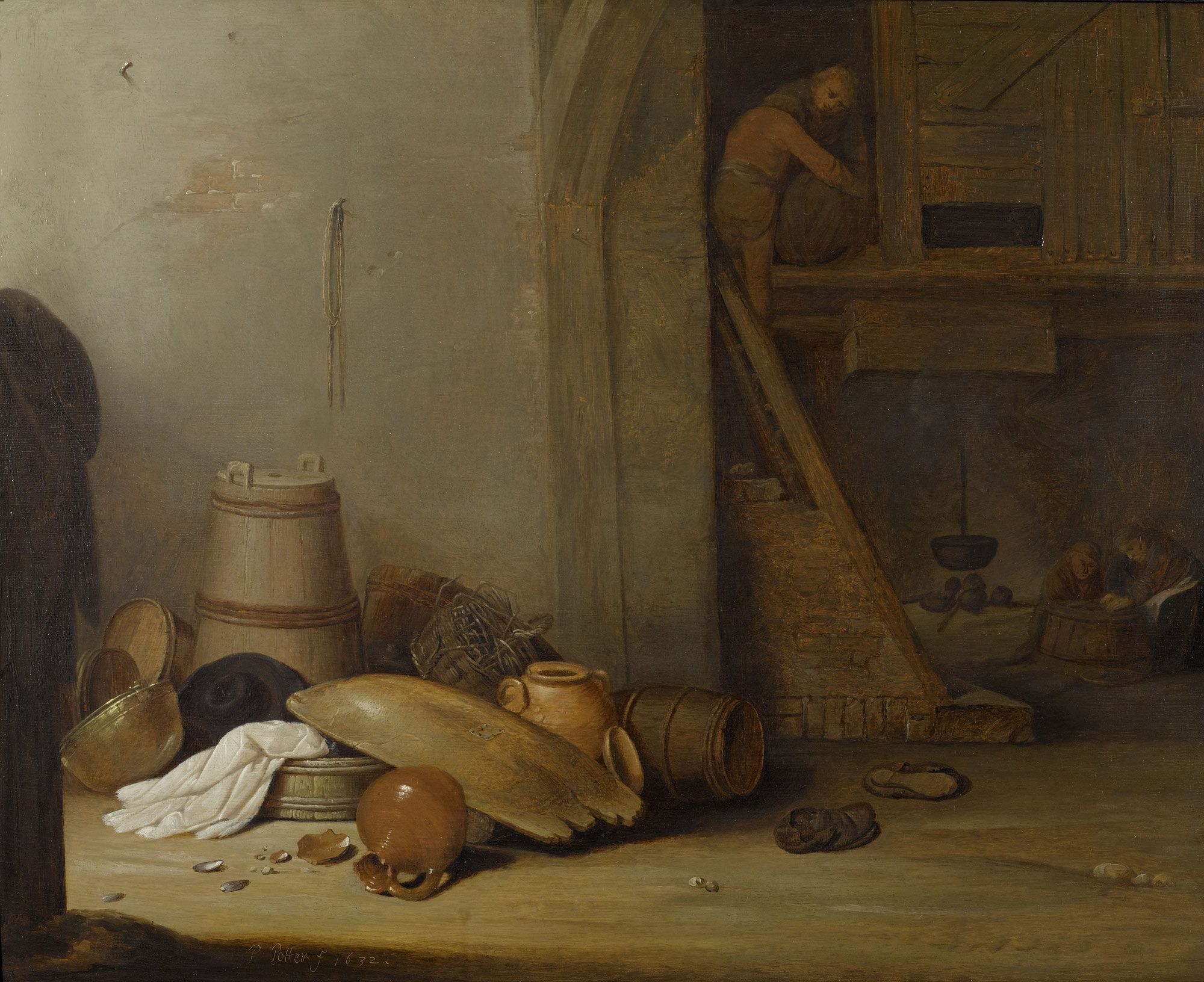
La Grange (1632)